# UCI Oceania Tour 2024
Die UCI Oceania Tour 2024 ist die 20. Austragung einer Serie von Straßenradrennen auf dem australischen Kontinent, die zwischen dem 10. und 25. Januar 2024 stattfindet. Die UCI Oceania Tour ist Teil der UCI Continental Circuits und liegt von ihrer Wertigkeit unterhalb der UCI ProSeries und der UCI WorldTour.
Die Rennserie umfasst ein Etappenrennen und zwei Eintagesrennen, die in die UCI-Kategorien eingeteilt wurden.

## Rennen
| Datum                 | Land | Rennen                    | Klasse | Sieger        | Team                       |
| --------------------- | ---- | ------------------------- | ------ | ------------- | -------------------------- |
| 10. – 14. Januar 2024 | NZL  | New Zealand Cycle Classic | 2.2    | Aaron Gate    | Neuseeland                 |
| 20. Januar 2024       | NZL  | Gravel and Tar Classic    | 1.2    | Josh Burnett  | MitoQ - NZ Cycling Project |
| 25. Januar 2024       | AUS  | Surf Coast Classic        | 1.1    | Biniam Girmay | Intermarché-Wanty          |

## Gesamtwertung
| Platz | Fahrer           | Nation | Team                  | Punkte  |
| ----- | ---------------- | ------ | --------------------- | ------- |
| 1.    | Ben O'Connor     | AUS    | Team Jayco AlUla      | 3698,14 |
| 2.    | Michael Matthews | AUS    | Team Jayco AlUla      | 1830,71 |
| 3.    | Kaden Groves     | AUS    | Alpecin-Deceuninck    | 1729    |
| 4.    | Corbin Strong    | NZL    | Israel - Premier Tech | 1440    |
| 5.    | Aaron Gate       | NZL    | Astana Qazaqstan Team | 956     |

| Platz | Team                                  | Nation | Punkte |
| ----- | ------------------------------------- | ------ | ------ |
| 1.    | Ccache X Bodywrap                     | AUS    | 134    |
| 2.    | Mitoq - NZ Cycling Project            | NZL    | 121    |
| 3.    | St. George Continental Cycling Team   | AUS    | 46     |
| 4.    | Atom 6 Bikes - Decca Continental Team | AUS    | 3      |

| Platz | Nation     | Punkte   |
| ----- | ---------- | -------- |
| 1.    | Australien | 11245,55 |
| 2.    | Neuseeland | 5066,14  |
| 3.    | Guam       | 83       |